# Бикшиково
Бикшиково (мар. Пекшек; баш. Бикшик) — деревня в Мишкинском районе Республики Башкортостан Российской Федерации. Входит в состав Кайраковского сельсовета.

## География

### Географическое положение
Расстояние до:
- районного центра (Мишкино): 19 км,
- центра сельсовета (Кайраково): 6 км,
- ближайшей ж/д станции («Загородная» г. Уфа): 100 км.

## История
До 2008 входила в состав Чебыковского сельсовета.

## Население
| 2002 | 2009 | 2010 |
| ---- | ---- | ---- |
| 287  | ↘282 | ↘277 |

Национальный состав
Согласно переписи 2002 года, преобладающая национальность — марийцы (99 %).